# 聲優白皮書
《声优白皮书》是日本的一款行動電話視覺小說，後來改編成动画作品。全25集電視動畫系列於2006年4月至9月東京電視網系列3台播放。
本动画是一个跨媒體製作（Media Mix）作品，来自于在手机上发布的同名戀愛遊戲。作品描绘了有志于声优工作的五位少女的满怀春意的喧嚣喜剧。
这部动画中确实有几位主要角色是由新人声优所担当，而教育这些新人的角色和人气声优的角色则是由富有经验的老声优来担当。

## 角色
苺原桃子（配音員：高本惠）
18歲的主角。
真榮田中（配音員：高橋直純）
準主角。動畫師。居住在武藏野館公寓。性格優柔寡斷。與佐佐木祐理花是表親的關係。
佐佐木祐理花（配音員：長谷優里奈）
與真榮田中是表親的關係。
小野寺翼（配音員：坂本梓馬）
祐理花的親友。
鈴木梨花（配音員：新谷良子）
大原天音（配音員：山本麻里安）
北條清香（配音員：古山貴實子）
仲村夕海（配音員：榎本溫子）

## 電視動畫

### 製作人員
- 原案：
- 監督：
- 系列構成：不在（第1話 - 第13話）→荒川稔久（第14話 - 第25話）
- 角色原案：柚月りんこ
- 角色設計：高橋成世
- 美術監督：片平真司
- 色彩設計：藤木由香里
- 撮影監督：中山敦史→西城真
- 編集：後藤正浩
- 音響監督：
- 音樂：
- 動畫製作：
- 製作：

### 各話列表
| 話數 | 標題 | 腳本       | 分鏡                    | 演出           | 作畫監督                              |
| ---- | ---- | ---------- | ----------------------- | -------------- | ------------------------------------- |
| 1    |      | 砂山藏澄   | 四谷光宏                | 小坂春女       | 菊池勝也 中原龍太                     |
| 2    |      | 山田靖智   | 後藤象一郎              | 長村伸治       | 中原龍太                              |
| 3    |      | 砂山藏澄   | 上原秀明                | 内田信吾       | 津田崇                                |
| 4    |      | 荒川稔久   | 楳図薫                  | 中山敦史       | 土屋圭                                |
| 5    |      | 山田靖智   | 本多康之                | 長村伸治       | 桜井木の実 服部憲知                   |
| 6    |      | 砂山藏澄   | 高田淳                  | 加藤順         | しまだひであき                        |
| 7    |      | 山田靖智   | 石井久志                | 山田一夫       | 望月謙                                |
| 8    |      | 砂山藏澄   | 陣野翔成                | 石倉賢一       | 山下敏成                              |
| 9    |      | 荒川稔久   | 上原秀明                | 岡嶋國敏       | 津田崇                                |
| 10   |      | 山田靖智   | 楳図薫                  | 中山敦史       | 森前和也                              |
| 11   |      | 荒川稔久   | 長村伸治                | 中村里美       | 本橋秀之                              |
| 12   |      | 山田靖智   | 後藤象一郎              | 神崎ユウジ     | 望月謙                                |
| 13   |      | 砂山藏澄   | 高田淳                  | 長村伸治       | 服部憲知 山下敏成 渡辺由香里 高橋成世 |
| 14   |      | 荒川稔久   | 本多康之 後藤象一郎     | 楳図薫         | 楳図薫                                |
| 15   |      | 山田靖智   | 上原秀明                | 岡嶋國敏       | 津田崇                                |
| 16   |      | 伊藤美智子 | 長村伸治                | 西村大樹       | 石田啓一 本橋秀之                     |
| 17   |      | 荒川稔久   | 高田淳                  | 神崎ユウジ     | 江原康之                              |
| 18   |      | 山田靖智   | 岡嶋國敏 本多康之       | 小林孝志       | しまだひであき                        |
| 19   |      | 伊藤美智子 | 上原秀明                | 伊藤幸松       | 池下博紀                              |
| 20   |      | 荒川稔久   | 高田淳                  | 美甘義人       | 大里咲寛                              |
| 21   |      | 砂山藏澄   | 飯村正之                | 西村大樹       | 石田啓一 本橋秀之                     |
| 22   |      | 伊藤美智子 | 上原秀明                | 岡嶋國敏       | 津田崇                                |
| 23   |      | 山田靖智   | 岡嶋國敏 いまざきいつき | いまざきいつき | 野口孝行 石橋有希子                   |
| 24   |      | 荒川稔久   | 高橋成世                | 高橋成世       | 仲町国司                              |
| 25   |      | 伊藤美智子 | いまざきいつき 石倉賢一 | 石倉賢一       | 中原龍太 馬場竜一                     |

- 第1話〜第13話（第一章）、第14話〜第20話（第二章）、第21話〜第24話（最終章）、第25話（番外編）

### 播放電視台
| 播放地區   | 播放電視台 | 播放時間                     | 播放日                               |
| ---------- | ---------- | ---------------------------- | ------------------------------------ |
| 関東広域圏 | 東京電視台 | 2006年4月4日 - 9月26日       | 週二 25時30分 - 26時00分             |
| 愛知県     | 愛知電視台 | 2006年4月4日 - 9月26日       | 週二 25時58分 - 26時28分             |
| 大阪府     | 大阪電視台 | 2006年4月10日 - 10月2日      | 週一 25時10分 - 25時40分             |
| 日本全國   | AT-X       | 2006年8月6日 - 2007年1月21日 | 星期日11時30分 - 12時00分 （有重播） |

## 音樂
片頭曲由井手コウジ作詞作曲，鎌田雅人編曲。第1集至第7集由高本惠演唱，而第8集至23集和第25集則由高本惠、長谷優里奈、新谷良子、山本麻里安、坂本梓馬所組成的Sister×Sisters演唱，第24集改成片尾曲，由Sister×Sisters演唱。
片尾曲《Cry a little》由藤林聖子作詞，今井大介作曲和編曲，由中林芽依演唱。第13集插入曲《神様=お兄ちゃんっ!》由松浦有希作詞、作曲和編曲，由Sister×Sisters演唱。

## 外部連結
- ラブゲッCHU ミラクル声優白書 （页面存档备份，存于）（テレビ東京）（日語）
- パチスロ版ラブゲッCHU ミラクル声優白書 （页面存档备份，存于）（岡崎産業）（日語）